# Горені Лог
Горені Лог (словен. Gorenji Log) — мале поселення в общині Толмин, Регіон Горишка, Словенія. Висота над рівнем моря: 227,9 м. Розташоване на лівому березі річки Соча.